# Spongodes cundabiluensis
Spongodes cundabiluensis är en korallart som först beskrevs av Verseveldt 1965.  Spongodes cundabiluensis ingår i släktet Spongodes och familjen Nephtheidae. Inga underarter finns listade i Catalogue of Life.